# José Luis Redrado Marchite
José Luis Redrado Marchite (Fustiñana, 19 marzo 1936) è un vescovo cattolico spagnolo.

## Biografia
José Luis Redrado Marchite è nato a Fustiñana il 19 marzo 1936.

### Formazione e ministero sacerdotale
Nel 1965 si è laureato in teologia presso la Pontificia Università di Salamanca e nel 1973 ha conseguito una seconda laurea in lettere e filosofia presso l'Università di Barcellona.
Il 13 giugno 1954 è entrato nell'Ordine ospedaliero di San Giovanni di Dio per il quale è stato ordinato presbitero l'11 luglio 1965.
In seguito è stato direttore della scuola apostolica di Pamplona dal 1965 al 1970; direttore provinciale dal 1968 al 1971; presidente del Segretariato per la pastorale della salute della Provincia di Aragona del suo ordine dal 1968 al 1983; capo del servizio religioso dell'ospedale psichiatrico di Sant Boi a Barcellona dal 1972 al 1977; membro della Segreteria nazionale per la pastorale della salute della Conferenza episcopale spagnola dal 1972 al 1986; professore di etica presso la scuola di infermieristica "San Juan de Dios" di Barcellona dal 1972 al 1986 e della scuola di ATS "Roger de Lauria" dal 1974 al 1982; coordinatore della pastorale della sanità delle diocesi della Catalogna dal 1974 al 1986; direttore dello scolasticato di Sant Boi dal 1975 al 1977; capo del servizio religioso all'ospedale pediatrico "San Juan de Dios" di Barcellona dal 1977 al 1986; presidente del Segretariato internazionale per la pastorale della salute del suo ordine dal 1978 al 1988; membro del consiglio direttivo dell'ospedale pediatrico "San Juan de Dios" e del team di gestione della scuola di infermieristica "San Juan de Dios" a Barcellona dal 1983 al 1986.
Nel 1986 è stato trasferito a Roma per prestare servizio presso il Pontificio consiglio della pastorale per gli operatori sanitari. È stato anche professore nella scuola per capi infermieri dell'Università Cattolica del Sacro Cuore dal 1986 al 1990; incaricato di corsi di formazione dal 1987 al 1988; docente presso l'Istituto internazionale di teologia pastorale sanitaria "Camillianum" dal 1987 e docente presso l'Istituto di teologia pastorale della salute e presso la scuola di infermieristica "Fatebenefratelli" dal 1990.
Il 4 gennaio 1986 papa Giovanni Paolo II lo ha nominato consultore del segretario della Pontificia commissione per la pastorale degli operatori sanitari.
Con la riforma della Curia romana (Pastor Bonus, 28 giugno 1988), la commissione è divenuta "Pontificio consiglio della pastorale per gli operatori sanitari", raggiungendo l'autonomia che la costituzione apostolica dà a tutti i dicasteri.

### Ministero episcopale
Il 5 dicembre 1998 papa Giovanni Paolo II lo ha nominato vescovo titolare di Ofena. Ha ricevuto l'ordinazione episcopale il 6 gennaio successivo dallo stesso pontefice, co-consacranti gli arcivescovi Giovanni Battista Re, sostituto per gli affari generali della Segreteria di Stato, e Francesco Monterisi, segretario della Congregazione per i vescovi. È il primo e finora l'unico vescovo del suo ordine.
Il 21 novembre 1994 lo stesso pontefice lo ha nominato consultore del Pontificio consiglio "Cor Unum" per un quinquennio.
L'etica della salute, l'umanizzazione e l'organizzazione ospedaliera sono stati i punti focali del suo lavoro come scrittore. In aggiunta al suo lavoro come editore (1969 - 1983) e direttore (1984 - 1986) della rivista spagnola "Labor Hospitalaria" e di redattore in epoca romana di "Dolentium Hominun", pubblicato dal suo dicastero, ha scritto un libro sulla presenza cristiana nelle cliniche e negli ospedali (Madrid, ed. PPC, 1969). Ha anche lavorato in diverse opere collettive. Ha inoltre organizzato seminari e tenuto conferenze sui temi di cui è esperto.
Il 14 luglio 2011 papa Benedetto XVI ha accettato la sua rinuncia all'incarico per raggiunti limiti d'età.

## Genealogia episcopale
La genealogia episcopale è:
- Cardinale Scipione Rebiba
- Cardinale Giulio Antonio Santori
- Cardinale Girolamo Bernerio, O.P.
- Arcivescovo Galeazzo Sanvitale
- Cardinale Ludovico Ludovisi
- Cardinale Luigi Caetani
- Cardinale Ulderico Carpegna
- Cardinale Paluzzo Paluzzi Altieri degli Albertoni
- Papa Benedetto XIII
- Papa Benedetto XIV
- Papa Clemente XIII
- Cardinale Enrico Benedetto Stuart
- Papa Leone XII
- Cardinale Chiarissimo Falconieri Mellini
- Cardinale Camillo Di Pietro
- Cardinale Mieczysław Halka Ledóchowski
- Cardinale Jan Maurycy Paweł Puzyna de Kosielsko
- Arcivescovo Józef Bilczewski
- Arcivescovo Bolesław Twardowski
- Arcivescovo Eugeniusz Baziak
- Papa Giovanni Paolo II
- Vescovo José Luis Redrado Marchite, O.H.